# 경동원그룹
경동원그룹(KyungDong One Group)은 대한민국의 기업 집단이다.

## 연혁
- 1967년 왕표연탄(주) 설립
- 1972년 경남연탄(주) 법인 설립 참여
- 1973년 (주)왕표요업 설립
- 1974년 경동탄광(주) 법인 설립
- 1977년 울산연탄(주) 법인 설립
- 1978년 경동기계(주) 법인 설립
- 1979년 국내 최초 콤팩트형 사각보일러 코로나보일러 출시
- 1979년 (주)왕표내화 설립
- 1981년 왕표연탄(주), (주)왕표내화 흡수 합병, (주)왕표로 사명 변경
- 1988년 아시아 최초 콘덴싱 경동터보가스보일러 출시
- 1995년 중국법인 북경경동나비엔열능설비유한공사 설립
- 1995년 원진그룹 발족
- 2002년 원진그룹에서 경동네트웍그룹으로 그룹명 변경
- 2010년 경동네트웍그룹에서 경동원그룹으로 그룹명 변경

## 계열사
- 경동원
- 경동나비엔
- 경동에버런
- 경동티에스
- 경동
- 경동도시가스
- 경동이앤에스
- 경동개발
- 경동건설
- 경동인베스트
- 경동개발
- 그린바이오매스
- 원진
- 원진테크
- 원진월드와이드
- 경동월드와이드